# 1930 FIFAワールドカップ・グループA
1930 FIFAワールドカップ グループAではアルゼンチン・チリ・フランス・メキシコの4チームが組んだ。7月13日から7月22日まで6試合行い、アルゼンチンが決勝トーナメントへ進出した。

## 試合結果
| チーム       | 勝ち点 | 試合数 | 勝 | 分 | 敗 | 得点 | 失点 | 得失点差 |
| ------------ | ------ | ------ | -- | -- | -- | ---- | ---- | -------- |
| アルゼンチン | 6      | 3      | 3  | 0  | 0  | 10   | 4    | +6       |
| チリ         | 4      | 3      | 2  | 0  | 1  | 5    | 3    | +2       |
| フランス     | 2      | 3      | 1  | 0  | 2  | 4    | 3    | +1       |
| メキシコ     | 0      | 3      | 0  | 0  | 3  | 4    | 13   | -9       |

| 1930年7月13日 15:00 |

| フランス                                          | 4–1 | メキシコ    |
| ローラン 19分 ランジェール 40分 マシノ 43分, 87分 |     | カレノ 70分 |

| モンテビデオ, エスタディオ・ポシトス 観客: +3000人 主審: Lombardi (ウルグアイ) |

| 1930年7月15日 16:00 |

| フランス | 0–1 | アルゼンチン  |
|          |     | モンティ 81分 |

| モンテビデオ, エスタディオ・パルケ・セントラル 観客: ~18000人 主審: Rege (ブラジル) |

| 1930年7月16日 14:45 |

| メキシコ | 0–3 | チリ                             |
|          |     | スビアブレ 3分, 52分 ビダル 65分 |

| モンテビデオ, エスタディオ・パルケ・セントラル 観客: ~7000人 主審: Christophe (ベルギー) |

| 1930年7月19日 12:50 |

| フランス | 0–1 | チリ            |
|          |     | スビアブレ 65分 |

| モンテビデオ, エスタディオ・センテナリオ 観客: ~50000人 主審: Tejada (ウルグアイ) |

| 1930年7月19日 15:00 |

| メキシコ                              | 3–6 | アルゼンチン                                                 |
| M・ロサス 42分 PK, 65分 ガイオン 75分 |     | スタービレ 8分, 17分, 80分 スメルス 12分, 55分 バラーロ 53分 |

| モンテビデオ, エスタディオ・センテナリオ 観客: ~50000人 主審: Saucedo (ボリビア) |

| 1930年7月22日 14:45 |

| アルゼンチン                               | 3–1 | チリ            |
| スタービレ 12分, 13分 M・エヴァリスト 51分 |     | スビアブレ 15分 |

| モンテビデオ, エスタディオ・センテナリオ 観客: ~35000人 主審: Langenus (ベルギー) |

## フランス対メキシコ
日曜日, 1930年7月13日, 

15:00 - エスタディオ・ポシトス, モンテビデオ - 観客: +3000人
| フランス          | 4–1 (3–0) | メキシコ    |
| ローラン 19分     |           | 70分 カレノ |
| ランジェール 40分 |           |             |
| マシノ 43分, 87分 |           |             |

## フランス対アルゼンチン
火曜日, 1930年7月15日, 

16:00 - エスタディオ・グラン・パルケ・セントラル, モンテビデオ - 観客: ~18000人
| フランス | 0–1 (0–0) | アルゼンチン  |
|          |           | 81分 モンティ |

## メキシコ対チリ
水曜日, 1930年7月16日, 

15:00 - エスタディオ・グラン・パルケ・セントラル, モンテビデオ - 観客: ~7000人
| メキシコ | 0–3 (0–1) | チリ                 |
|          |           | 3分, 52分 スビアブレ |
|          |           | 65分 ビダル          |